# Bandera de Lituania

Bandera de la Armada. Ratio: 1:2

La bandera de Lituania (en lituano: Lietuvos vėliava) está formada por tres franjas horizontales del mismo tamaño: la superior, de color amarillo, simboliza los campos de trigo; la central, verde, simboliza los bosques; y la inferior, roja, el color de la sangre de los que murieron luchando por la patria. La relación entre la anchura y la longitud de la bandera es de 3:5 (las proporciones fueron 1:2 hasta el 8 de julio de 2004).
Está documentado el uso por parte del Gran Ducado de Lituania de un estandarte de color rojo con la figura del "caballero blanco" que aparece en el escudo durante la batalla de Grunwald (1410).
En los trajes tradicionales lituanos han prevalecido combinaciones de los colores amarillo, verde y blanco, en algunas ocasiones de dos y en otras de todos ellos. El debate sobre la composición de la bandera lituana se generó a finales del siglo XIX y comenzaron a presentarse diversas versiones. El diseño actual fue elaborado por una comisión formada por Jonas Basanavičius, Tadas Daugirdas y Antanas Žmuidzinavičius, que había sido designada por el Gobierno Provisional lituano, tras la desintegración del Imperio Ruso en 1917. El 25 de abril de 1918 el Consejo de Lituania aprobó el diseño propuesto por la comisión. La bandera se empleó hasta 1940, cuando el país fue incorporado a la Unión Soviética como la República Socialista Soviética de Lituania.
El 20 de marzo de 1989 volvió a ser declarada oficialmente como la bandera de la República de Lituania, aunque los colores que la forman son más claros que los originales.

## Historia

Bandera de Lituania Menor

Bandera de guerra con las Columnas de Gediminas

Bandera de guerra con la Vytis

1918-1940 (2:3)

Bandera de la RSS de Lituania
(1953-1988)

Las banderas lituanas más antiguas que se conocen se encuentran registradas en el manuscrito del siglo XV Banderia Prutenorum, escrito por Jan Długosz. En la batalla de Grunwald (1410) estaban presentes dos banderas diferentes. La mayoría de los 40 regimientos llevaban una bandera que representaba a un caballero persiguiendo a un enemigo no visible. Esta bandera, conocida como Vytis, finalmente llegaría a ser usada como la bandera lituana de guerra, y de nuevo en 2004 como la bandera del Estado. El resto de los regimientos llevaban un estandarte mostrando las columnas de Gediminas. Aquellos que portaban la Vytis, también conocida como la Pahonia, eran tropas del Gran Ducado de Lituania, mientras que los que llevaban las columnas de Gediminas eran de familias nobles lituanas. Hasta el final del siglo XVIII, cuando fueron anexionados por el Imperio Ruso, el Gran Ducado de Lituania y los Estados lituanos que lo sucedieron utilizaron la Vytis como bandera.
El nacimiento del amarillo, verde y rojo ocurrió durante una campaña de otras repúblicas europeas para cambiar sus banderas. Un ejemplo que dio vida a la idea de una bandera tricolor fue la bandera de Francia adoptada después de la Revolución Francesa. La única bandera tricolor que había tenido Lituania antes de la amarilla, verde y rojo fue la verde, blanca y roja usada para representar a Lituania Menor.
No se sabe quién sugirió originalmente el empleo de amarillo, verde y rojo, pero la idea suele atribuirse a los lituanos exiliados que vivían en Europa Occidental o en los Estados Unidos en el siglo XIX. Estos tres colores solían usarse en tejidos folclóricos y en trajes nacionales. En la Gran Asamblea de Vilna de 1905 se prefirió esta bandera en lugar de la Vytis como bandera de la nación lituana. La Vytis, de quien Jonas Basanavičius era un fuerte partidario, no fue elegida por tres razones: la primera fue que el Seimas (el Parlamento lituano) deseaba distanciarse un poco de la bandera del Gran Ducado de Lituania, que también comprendía naciones - hoy en día independientes - como Bielorrusia y Ucrania. La segunda razón fue la elección del color rojo por los revolucionarios que apoyaban causas marxistas o comunistas. Y, finalmente, la bandera con la Vytis hubiera sido demasiado complicada y no se vería con facilidad.

En 1917, durante la Conferencia de Vilna, hubo debates sobre la bandera nacional. Se eligieron dos colores, verde y rojo, por su predominancia en el folclore. El artista Antanas Žmuidzinavičius decoró el recibidor de la conferencia con banderitas verdes y rojas. Sin embargo, el diseño no gustó a los delegados, que lo encontraban demasiado oscuro y triste. Entonces Tadas Daugirdas sugirió añadir una delgada franja amarilla (simbolizando el sol naciente) entre el rojo (nubes iluminadas por el sol de la mañana) y verde (campos y bosques). Los delegados decidieron, no obstante, que el tema debería ser tratado por una comisión especial, compuesta por Basanavičius, Žmuidzinavičius y Daugirdas. El 19 de abril de 1918, enviaron el resultado al Consejo de Lituania. La bandera debía ser tricolor (amarillo arriba, verde en el centro y rojo abajo) con la Vytis en la esquina superior izquierda o en el centro. El Consejo aceptó la propuesta, pero la Constitución de 1922 no incluyó ninguna mención al escudo de armas. Adoptaba la bandera nacional hoy usada.

1990-2004 (1:2)

Las discusiones sobre la bandera nacional continuaron; sus oponentes consideraban el oro un color inapropiado, dado que la combinación de amarillo, verde y rojo no seguía las reglas de la heráldica. Sin embargo, no se realizaron cambios durante el período de entreguerras. Lituania fue anexionada por la Unión Soviética en 1940. Durante la Segunda Guerra Mundial Lituania fue ocupada por la Alemania Nazi (1941-1945) y tras la derrota nazi volvió a formar parte de la Unión Soviética. Durante el período de ocupación soviética se usaron dos banderas. La primera consistía en un fondo rojo con la hoz y el martillo dorados y el texto LIETUVOS TSR (“RSS DE LITUANIA”) en dorado sobre ellos. Esta bandera fue reemplazada en 1953 por la última bandera usada por la República Socialista Soviética de Lituania: un fondo rojo con la hoz y el martillo y una estrella junto al asta y dos franjas, blanca y verde, en la parte inferior. Durante 1988, cuando el movimiento lituano por la independencia fue ganando fuerza, el Sóviet Supremo de Lituania reconoció de nuevo la tricolor como bandera nacional, definiendo formalmente los colores un año después, y reemplazando esta bandera a la de la Lituania soviética. Tras la independencia de la Unión Soviética, la tricolor fue descrita en la nueva Constitución de Lituania y adoptada en referéndum en 1992.

## Diseño y simbolismo
Aprobada el 26 de junio de 1991, la Ley de la República de Lituania sobre la Bandera Estatal Lituana rige el diseño, tamaños y uso de la bandera nacional lituana. La ley fue enmendada por última vez el 8 de julio de 2004, teniendo como cambios más notables el cambio de las proporciones de la bandera de 1:2 a 3:5 y la adopción oficial de una bandera histórica como bandera estatal o gubernamental. La enmienda entró en vigor el 1 de septiembre de 2004, tras su aprobación por el presidente Valdas Adamkus.
Los colores correctos de las banderas tanto nacional como estatal fueron realizados de acuerdo con el Pantone Matching System. La proporción tanto de la bandera nacional como de la estatal debe ser 3:5, con el tamaño estándar situado en 1 metro por 1,7 metros. Pueden crearse diferentes tamaños de la bandera, pero su color y proporciones deben coincidir con los especificados en la ley.
El amarillo en la bandera simboliza los campos dorados de Lituania, el verde sus campos verdes y el rojo representa la sangre derramada por Lituania. Los colores oficiales Pantone fueron publicados en 2004; la lista inferior muestra los colores oficiales y sus equivalentes:
| Sistema | Amarillo              | Verde                | Rojo (Púrpura)       |
| ------- | --------------------- | -------------------- | -------------------- |
| Pantone | 15-0955 TP / 1235 c/u | 19-6026 TP / 349 c/u | 19-1664 TP / 180 c/u |
| RGB     | 253-185-19            | 0-106-68             | 193-39-45            |
| CMYK    | 0-30-100-0            | 100-55-100-0         | 25-100-100-0         |

## Bandera estatal (desde 2004)

Bandera histórica, adoptada como bandera gubernamental en 2004

En 2004, junto con la ley que autorizaba el cambio de las proporciones de la bandera, fue adoptada una nueva bandera estatal. Esta bandera muestra el emblema nacional y tiene las mismas proporciones que la antigua bandera nacional, 3:5. La bandera estatal, llamada por ley bandera histórica, fue propuesta por Česlovas Juršėnas, viceportavoz del Seimas, y por Edmundas Rimša, presidente de la Comisión de Heráldica. Esta bandera se propuso al mismo tiempo que el escudo de armas; ambos fueron pensados para conmemorar el 750 aniversario de la coronación de Mindaugas en 1253. El diseñador de la bandera y del escudo de armas fue Arvydas Každailis. Históricamente, esta bandera fue usada durante la batalla de Grunwald, y sirvió de bandera gubernamental de la República de Lituania Central entre 1922 y 1939. Fue una de las pocas banderas candidatas a bandera nacional en el camino a la independencia lituana. Hay que hacer notar también que algunos otros países tienen también una bandera nacional oficial para uso civil y una bandera estatal para uso gubernamental. Algunos de estos países son Finlandia, España[cita requerida], Venezuela, Alemania y Tailandia.
Según la Ley de la Bandera Nacional, la bandera debe estar permanentemente izada en tres lugares: el Palacio Real de Lituania, el Castillo de la isla de Trakai y el Museo de Guerra Vytautas el Grande, en Kaunas. Además, debe ser izada:
- El 16 de febrero: junto a la Casa de los Signatarios, en la calle Pilies de Vilna.
- El 11 de marzo: junto al Palacio del Seimas.
- El 6 de julio: junto al Palacio Presidencial de Vilna.
- El 15 de julio: junto al Ministerio de Defensa, en Vilna.
- El 25 de octubre: junto al Edificio del Seimas, el Palacio Presidencial y el número 11 de la avenida Gediminas de Vilna, que alberga el Gobierno de Lituania.

## Protocolo

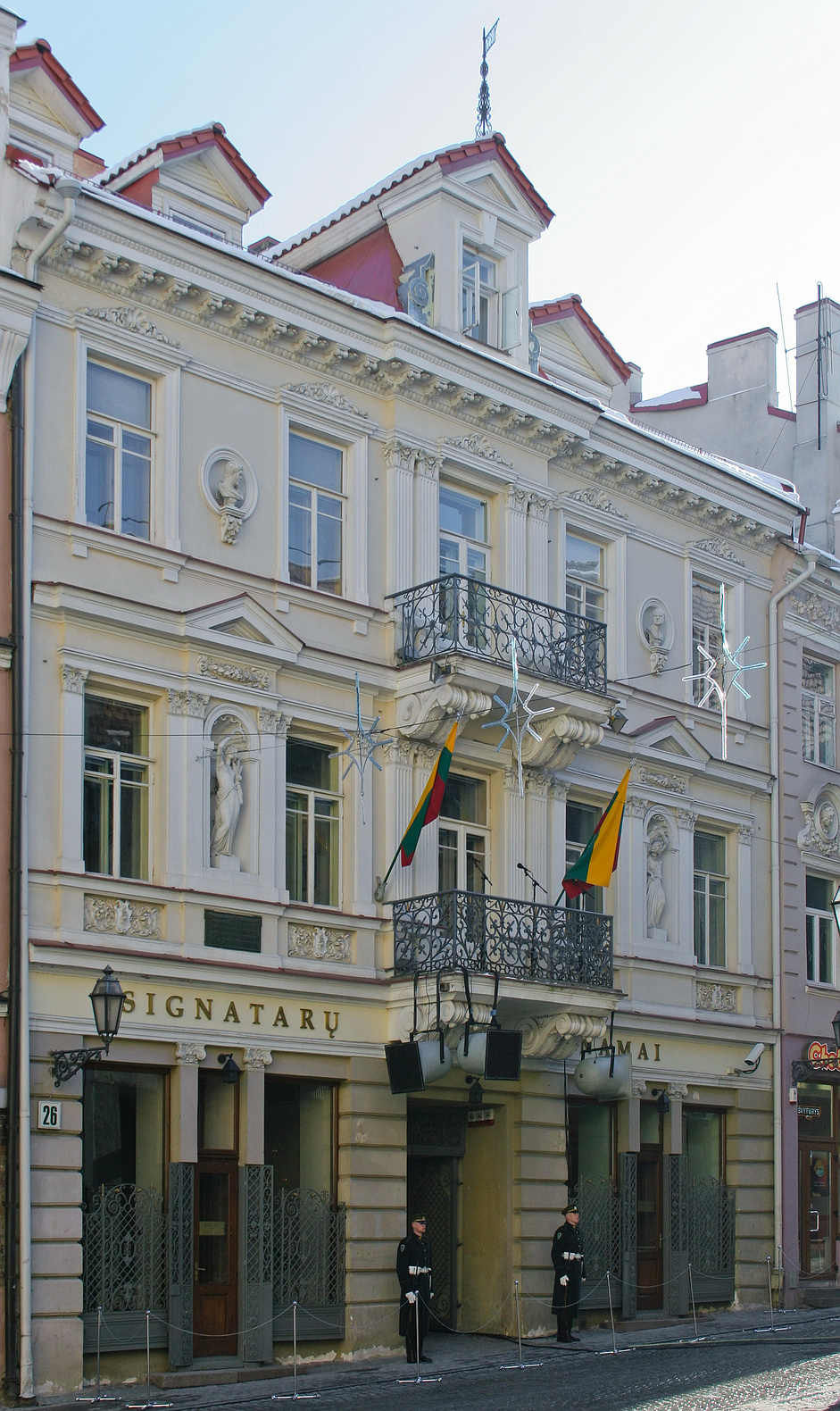
Banderas izadas en la Casa de los Signatarios el 16 de febrero de 2007

La bandera puede ser izada vertical u horizontalmente en edificios públicos, hogares privados, negocios, barcos, plazas o durante ceremonias oficiales. Si la bandera es izada horizontalmente, la franja amarilla debe estar en la parte superior; si se iza verticalmente, la franja amarilla debe estar en la parte izquierda. Aunque la bandera debería izarse desde el amanecer hasta el ocaso, las oficinas gubernamentales lituanas deben izarla las 24 horas. Las banderas deben adecuarse a los estándares legales, y no pueden ser ensuciadas ni dañadas de forma alguna.
Durante los días de luto, la bandera puede ser izada de cualquiera de las siguientes formas. El primer método, comúnmente conocido como izado a media asta, se da cuando la bandera es izada completamente y después se baja a un tercio de la longitud del asta. El otro método consiste en añadir una cinta negra a la bandera. La cinta mide diez centímetros de ancho y está sujeta al mástil de tal forma que las puntas de la cinta alcancen la parte inferior de la bandera. Durante el funeral, la bandera puede ser usada para cubrir los ataúdes de oficiales de gobierno, soldados, signatarios de la Declaración de Independencia y personas designadas por el presidente. Estas banderas son más tarde dobladas y presentadas al resto de parientes antes del entierro.
Cuando la bandera de Lituania aparece junto con otras banderas, el orden correcto es el siguiente: la bandera nacional, la bandera histórica (estatal), banderas de estados extranjeros, la bandera de la Unión Europea, ONGs internacionales, el estandarte presidencial, estandartes militares y gubernamentales, banderas de los condados, banderas de ciudades y cualquier otra bandera. Cuando se usan banderas extranjeras junto a la bandera lituana, las banderas son ordenadas de acuerdo a los nombres de los países en idioma lituano. La única excepción se da cuando el congreso o reunión dicta una lengua diferente para ser usada en esa ordenación. La bandera de la Unión Europea se usa en Lituania desde que esta entró en la Unión. Aunque no está mencionada por ley, la bandera de la OTAN puede ser usada en Lituania, dado que el país pertenece también a dicha organización. También es común izar las banderas de Estonia y Letonia en ciertas ocasiones, principalmente durante la celebración de la independencia de los tres países bálticos. La Ley de la República de Lituania sobre la Bandera Nacional y Otras Banderas rige las normas, uso, protocolo y fabricación de la bandera nacional y otras usadas en el país.

### Días de la bandera nacional
Según el protocolo, la bandera debe ser izada diariamente, pero es obligatorio por ley los siguientes días:
| Día              | Nombre                                                                                 | Notas |
| ---------------- | -------------------------------------------------------------------------------------- | --- |
| 1 de enero       | Día de la Bandera                                                                      | Conmemora el día en que la bandera nacional fue izada por primera vez en la Torre de Gediminas en 1919.                 |
| 13 de enero      | Día de los Patriotas                                                                   | En recuerdo de los hechos de enero de 1991.                                                                             |
| 16 de febrero    | Día del Restablecimiento del Estado de Lituania (del Imperio ruso, en 1918)            | Se izan las banderas de Letonia y Estonia.                                                                              |
| 24 de febrero    | Día de la Independencia de Estonia                                                     | Se izan las banderas de Letonia y Estonia.                                                                              |
| 11 de marzo      | Día de la Restitución de la Independencia de Lituania (de la Unión Soviética, en 1990) | Se izan las banderas de Letonia y Estonia.                                                                              |
| 29 de marzo      | Día de la OTAN                                                                         | En conmemoración de la adhesión de Lituania a la Alianza Atlántica el año 2003; se iza junto con la bandera de la OTAN. |
| 1 de mayo        | Día de la Unión Europea                                                                | En honor al ingreso de Lituania en la Unión Europea el año 2004; se iza junto a la bandera de la Unión Europea.         |
| 9 de mayo        | Día de Europa                                                                          | Se conmemora el final de la Segunda Guerra Mundial (en 1945; conocido durante la era soviética como Día de la Victoria. |
| 15 de mayo       | Día de la Proclamación de la Asamblea (Seimas en lituano) Constituyente                | En honor de la Asamblea Constituyente de Lituania.                                                                      |
| 14 de junio      | Día de Luto y Esperanza                                                                | Aniversario de las primeras deportaciones masivas de lituanos a Siberia en 1941; lleva divisa de luto.                  |
| 15 de junio      | Día de la Ocupación y Genocidio                                                        | Aniversario de la ocupación soviética de Lituania en 1940; lleva divisa de luto.                                        |
| 6 de julio       | Día de la Constitución de Lituania en Estado                                           | Conmemora la coronación de Mindaugas, primer rey de Lituania, en 1253.                                                  |
| 15 de julio      | Día de la batalla de Grunwald                                                          | Conmemora la victoria de lituanos y polacos sobre los caballeros teutones en 1410.                                      |
| 23 de agosto     | Día del Lazo Negro                                                                     | Aniversario de la firma del Pacto Molotov-Ribbentrop en 1939; lleva divisa de luto.                                     |
| 31 de agosto     | Día de la Libertad                                                                     | Aniversario de la marcha del Ejército Rojo de Lituania en 1993.                                                         |
| 23 de septiembre | Día del Genocidio de los Judíos Lituanos                                               | Aniversario de la destrucción del gueto de Vilna por los nazis en 1943.                                                 |
| 25 de octubre    | Día de la Constitución                                                                 | Aniversario de la adopción de la Constitución Nacional en 1992.                                                         |
| 18 de noviembre  | Día de la Independencia de Letonia                                                     | Se iza junto con las banderas de Letonia y Estonia.                                                                     |
| 23 de noviembre  | Día del Soldado Lituano                                                                | Aniversario de la creación del Ejército de Lituania en 1918.                                                            |

## Otras banderas lituanas

Pabellón de proa

Desde 1992 se ha usado una enseña naval. La bandera tiene fondo blanco con una cruz azul y la bandera nacional en el cantón. El ancho de cada cruz es 1/7 del total de la bandera, con una proporción 1:2. Históricamente fue usada por el Club de Yates de Kaunas, pero con una proporción 2:3 la bandera de proa consiste en un campo blanco con ancla azul cubierta por la insignia naval de Lituania. La insignia está formada por las Columnas de Gediminas en amarillo sobre un disco rojo. La bandera del mástil ha sido adoptada por la Armada lituana en sus buques.

Estandarte presidencial de Lituania.

La Seimas asignó oficialmente al Presidente de Lituania un estandarte en 1993. El estandarte es el Escudo Estatal de Lituania centrado sobre un fondo monocolor. Según la letra de la ley el color es púrpura, pero en la práctica es rojo oscuro. La proporción del estandarte es 1:1,2
Cada provincia de Lituania ha adoptado una bandera siguiendo un patrón común: un rectángulo azul con diez cruces de Vytis en oro, que hacen de marco al elemento central de la bandera, elegido por cada provincia. La mayor parte de los diseños del mismo son adaptaciones del escudo de armas de la propia provincia.

## Galería

Bandera de guerra con las Columnas de Gediminas
Bandera de guerra del Gran Ducado de Lituania (1403-1410)
Estandarte real del Gran Ducado de Lituania[14]
Una variante usada tras la creación de la República de Lituania en 1918.
Bandera de la República de Lituania (1918)
Bandera de la República de Lituania (1918-1940)
Estandarte presidencial de la República de Lituania (1922-1940)
Bandera de la República de Lituania Central (1920-1922)
Bandera de la República Socialista Soviética de Lituania (1940-1953)
Bandera de la República Socialista Soviética de Lituania (1953-1988)
Bandera de la República Socialista Soviética de Lituania (1988-1990) y bandera de Lituania (1990-2004)